# Anaglyptus ulmiphilus
Anaglyptus ulmiphilus là một loài bọ cánh cứng trong họ Cerambycidae.